# 程珌
程珌（1164年—1242年），字怀古，号洺水遗民，休宁（今属安徽）人。
先世居洺州。隆兴二年出生。绍熙四年（1193年）陈亮榜進士，授昌化主簿，调建康府教授，改知富阳县。嘉定十三年（1220年），除秘书丞，隔年为著作佐郎、军器少监。历官国子司业、起居舍人、权中书舍人，翰林学士、知制浩、宝文阁学士。出京任福州兼福建路安抚使，封新安郡侯。宝庆元年（1225年）除试礼部尚书。紹定元年（1228），出知建寧府，不久任福建路招捕使節制軍馬。紹定三年，提舉隆興府玉隆萬壽宮。淳祐二年（1242）以端明殿学士致仕，不久卒。有《洺水集》六十卷，多散佚，程元昞集為二十六卷。
程珌文宗欧、苏两家，詞宗苏、辛两家，惜怀古味薄，《四库全书总目提要·洺水集》稱程珌“诗词皆不甚擅长”。

## 延伸阅读
[在维基数据编辑]
 《宋史/卷422》，出自脱脱《宋史》